# ベニート・アルチュンディア
ベニート・アルマンド・アルチュンディア・テジェス（Benito Armando Archundia Téllez, 1966年3月21日 - ）は、メキシコ出身のサッカー審判員・弁護士・経済学者である。FIFAの登録はベニート・アルチュンディアだが、メキシコではアルマンド・アルチュンディアとして知られている。

## 審判員として
1985年からプロ審判として活動している。1993年から国際審判として活動しており、1994年のアメリカ vs ギリシャ戦で初めて笛を吹いた。1996年のアトランタ五輪において、「マイアミの奇跡」と呼ばれた日本 vs ブラジル戦でも笛を吹いている。2005年にはFIFAクラブワールドカップ決勝のサンパウロFC vs リヴァプールFC戦で主審を務めた。
2006年の2006 FIFAワールドカップドイツ大会では5試合を担った。その中には、準々決勝のイングランド vs ポルトガル戦や、準決勝のドイツ vs イタリア戦が含まれる。
2010年の2010 FIFAワールドカップ南アフリカ大会では3位決定戦のドイツ vs ウルグアイ戦を始めとする3試合で主審を務めた。これによりワールドカップ本大会で通算8試合の主審を務め、歴代タイ記録となった。

## 脚註
1. ↑  “No.250　選手と審判　交流の場を”. サッカーの話をしよう　大住良之オフィシャルアーカイブサイト (1999年1月20日). 2013年9月6日閲覧。
2. ↑  【W杯】最多タイ8試合目の主審 産経新聞 2010年7月11日閲覧